# Noyelles-sous-Bellonne
Noyelles-sous-Bellonne település Franciaországban, Pas-de-Calais megyében. Lakosainak száma 848 fő (2022. január 1.). Noyelles-sous-Bellonne Brebières, Bellonne, Gouy-sous-Bellonne, Sailly-en-Ostrevent, Tortequesne és Vitry-en-Artois községekkel határos.

## Népesség
A település népességének változása:
| Lakosok száma | 830  | 819  | 812  | 818  | 820  | 829  | 839  | 848  |
|               | 2013 | 2015 | 2017 | 2018 | 2019 | 2020 | 2021 | 2022 |